# Клюкина (деревня)
Клюкина — упразднённая деревня в Шадринском районе Курганской области. Входила в состав Ольховского сельсовета. Исключена из учётных данных в 2007 году.

## География
Располагалась на реке Ольховка, в 4,5 км к северо-востоку от центра сельского поселения села Ольховка.

## История
До 1917 года в составе Ольховской волости Шадринского уезда Пермской губернии. По данным на 1926 год состояла из 288 хозяйств. В административном отношении являлась центром Клюкинского сельсовета Ольховского района Шадринского округа Уральской области.

## Население
По данным переписи 1926 года в деревне проживало 995 человек (414 мужчин и 581 женщина), в том числе: русские составляли 100 % населения.
Согласно результатам Всероссийской переписи населения 2002 года в деревни отсутствовало постоянное население.